# Antireligie

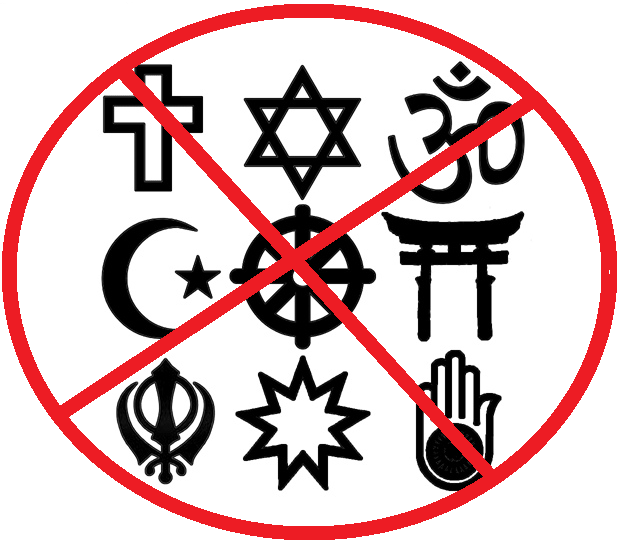
În Cambogia, Coreea de Nord sau Albania, orice formă de cult a fost interzisă în perioada comunistă.

Antireligia se află în opoziție cu religia. În teorie este un principiu diferit de ateism și antiteism (ce respinge credința în orice zeitate), dar în realitate înțelesul termenilor se suprapune și se confundă. Cei care se consideră antireligioși pot să fie atei sau antiteiști. Termenul poate fi folosit pentru a desemna opoziția față de religia organizată și descrie o opoziție puternică față de orice credință în supranatural sau divin.

## Istorie
Conform istoricului Michael Burleigh, antireligia și-a găsit prima expresie de masă în Revoluția Franceză, ca răspuns rezistenței organizate față de „ ireligiozitatea  organizată... o stare anti-clericală și non-religioasa".
URSS a direcționat campaniile sale antireligioase impotriva tuturor credințelor, creștinism, Islam, budhism sau șamanism. În 1930, în timpul perioadei staliniste, guvernul  distrugea bisericile sau le dădea alte întrebuințări(muzee ale religiei sau ateismului, cluburi sau depozite), executând preoții, interzicând publicarea materialelor religioase și persecutând anumiți membri ai grupurilor religioase.  Tentative mai puțin violente de a reduce sau elimina influența religiei în societate au fost purtate și în alte timpuri in istoria sovietelor. Spre exemplu era de obicei necesar să fii ateu pentru a reuși să obții orice poziție importantă în politică sau orice slujbă prestigioasă în domeniul științei, astfel că mulți au devenit atei tocmai pentru a avansa în carieră. Anumite grupuri dezaprobă această viziune în timp ce altele pretind  că guvernul sovietic  a adus moartea a 21 de milioane ruși creștin-ortodocși, fară a include aici și celelalte grupuri religioase sau persecuțiile care nu s-au soldat cu moartea. Alte surse pretind că numai 500 000 de ruși creștin ortodocși au fost persecutați de către guvernul sovietic, fără a include celelalte grupuri religioase.
Statul ateu al Republicii Populare Albania avea ca obiectiv final distrugerea oricărei religii în Albania, incluzând o prevedere constituțională ce interzicea activitatea și propaganda religioasă. Guvernul a naționalizat cele mai multe proprietăți ale instituțiilor religioase folosindu-le pentru scopuri non-religioase. Literatura religioasă era interzisă. Mulți preoți și credincioși erau verificați, torturați și executați. Toți preoții străini romano-catolici au fost expulzați în 1946. Albania este singura țară din lume care a interzis oficial religia în întregime.
Khmerii roșii au încercat de asemenea să elimine religiile și orice avea legătură cu vechea cultură în Cambogia. În acest proces au ucis peste 1.7 milioane de oameni.

## Personalități antireligioase
- Friedrich Nietzsche
- Karl Marx
- Vladimir Lenin
- Nikita Khrușciov
- David Hume
- Ayn Rand
- Bertrand Russell
- Marquis de Sade
- Enver Hoxha
- Michel Onfray
- Steven Pinker
- Philip Roth

## Organizații antireligioase
- Rational Response Squad, un grup al americanilor antiteiști care promovează ateismul. Sunt cunoscuți pentru un videoclip controversat Provocarea la Blasfemie de pe YouTube.
- Liga militanţilor atei,  o organizație de masă a voluntarilor antireligioși a muncitorilor sovietici și nu numai, 1925-1947.